# Cantón de Mens
El cantón de Mens era una división administrativa francesa, que estaba situada en el departamento de Isère y la región de Ródano-Alpes.

## Composición
El cantón estaba formado por nueve comunas:
- Cordéac
- Cornillon-en-Trièves
- Lavars
- Mens
- Prébois
- Saint-Baudille-et-Pipet
- Saint-Jean-d'Hérans
- Saint-Sébastien
- Tréminis

## Supresión del cantón de Mens
En aplicación del Decreto n.º 2014-180 de 18 de febrero de 2014, el cantón de Mens fue suprimido el 22 de marzo de 2015 y sus 9 comunas pasaron a formar parte del nuevo cantón de Matheysine-Trièves.